# Hot Damn!
 (avril 2021).
Si vous disposez d'ouvrages ou d'articles de référence ou si vous connaissez des sites web de qualité traitant du thème abordé ici, merci de compléter l'article en donnant les références utiles à sa vérifiabilité et en les liant à la section « Notes et références ».
Hot Damn! est le deuxième album studio du groupe de hardcore américain Every Time I Die, sorti le 1er juillet 2003 sous le label Ferret Records.
C'est l'album qui a révélé le groupe au monde du metal, les propulsant à des festivals musicaux prestigieux comme le festival d'Ozzfest ou aux Sounds of the Underground[réf. nécessaire].

## Composition
- Keith Buckley - Chant
- Jordan Buckley - Guitare
- Andrew Williams - Guitare
- Michael "Ratboy" Novak Jr. - Batterie
- Stephen Micciche - Basse

## Liste des morceaux
1. Romeo A Go-Go – 2:40
2. Off Broadway – 2:28
3. I Been Gone A Long Time – 3:02
4. Godspeed Us To Sea – 2:32
5. She's My Rushmore – 1:48
6. Floater – 2:55
7. In The Event That Everything Should Go Terribly Wrong – 2:38
8. Ebolarama – 2:58
9. Hit of the Search Party – 3:11
10. Pornogratherapy – 2:50
11. Emergency Broadcast Syndrome (Live) - 2:00 *
12. Floater (Live) - 3:14 *
13. I Used To Love Her - 3:17 *

(* pistes supplémentaires présentes uniquement sur la version japonaise de l'album)